# Hasans vänner
Hasans Vänner (fullständigt namn: Hasans Vänner mot våld och rasism) grundades den 11 mars 1992 i Hägersten utanför Stockholm och upphörde 2003. Föreningen bildades som en reaktion på Lasermannens attacker mot invandrare och utvecklades till en antifascistisk organisation med bred verksamhet. Hasans Vänner bidrog till att Nätverket Mot Rasism kunde startas 1996. Under åren 1992−1999 arrangerade Hasans Vänner "Gränslösa", en musikfestival mot rasism.